# Fakuszfélék
A fakuszfélék vagy fakúszfélék (Certhiidae) a madarak osztályának verébalakúak (Passeriformes) rendjébe tartozó család. Két nem és tizenegy faj tartozik a családba.

## Elnevezése
Nevének helyesírása (fakusz vagy fakúsz) jelenleg vita tárgya. A nyelvészeti kiadványokban inkább a fakúsz alak található meg, míg az ornitológusok inkább a fakusz alakot használják a szakirodalomban.
A fakúsz nevet használja többek között a Czuczor–Fogarasi-szótár (1860-as évek), Herman Ottó Magyarország madarai című könyve (1899), a Környezetvédelmi Lexikon (1993), a Magyar értelmező kéziszótár (2004), az OH. (2004), a Magyar helyesírási szótár (11. kiadás, 1999 és 12. kiadás, 2017) és A magyar nyelv nagyszótára (fakúsz).
A fakusz nevet használja többek között A magyar nyelv értelmező szótára (1960), a 
Mezőgazdasági Lexikon (1980), az Állattani Közlemények (1983), a Magyar Nagylexikon (1998), a Madárvilág Európában (Panemex, Grafo, 2003), a Madárhatározó (Park Könyvkiadó, 2005), a Magyarország madarainak névjegyzéke (2008, 15–17. oldal), a Magyar Madártani Egyesület honlapja (Archiválva 2022. december 21-i dátummal a Wayback Machine-ben), a  magyar terepmadarászok honlapja, ezenkívül Rob Hume: Madárvilág Európában (351., 354., 355. o.), Frieder Sauer: Szárazföldi madarak (232. o.), Határozói kézikönyvek: A világ madarai (324. oldal), Rob Hume: Európa madarai (325., 329., 330. o.), Rob Hume: Madárlesen (11., 45., 144., 146., 325. o.).
Gozmány László 1979-es Hétnyelvű névszótárának 1. (részletes) kötetében fakúszként, míg a 2. kötetében lévő mutatóban fakuszként szerepel. 
Nyelvészeti szempontból hasonló a csuszka és a kuszma neve is.

## Rendszerezésük
A családot William Elford Leach írta le 1820-ban, jelenleg az alábbi 2 nem tartozik ide:
- Certhia
  - amerikai fakusz (Certhia americana)
  - barnatorkú fakusz (Certhia discolor)
  - Certhia hodgsoni
  - Certhia manipurensis
  - hegyi fakusz (Certhia familiaris)
  - himalájai fakusz (Certhia himalayana)
  - nepáli fakusz (Certhia nipalensis)
  - rövidkarmú fakusz (Certhia brachydactyla)
  - szecsuani fakusz (Certhia tianquanensis)
- Salpornis
  - Salpornis salvadori
  - pettyes fakusz (Salpornis spilonotus)

## Megjelenésük
Testhosszuk 11-14 centiméter közötti.

## Életmódjuk
A fák törzsén csavarvonalban közlekedve, a farkukra támaszkodva keresgélik rovarokból és pókokból álló táplálékukat.